# نادي الخلود
نادي الخلود السعودي لكرة القدم هو  نادٍ كرة قدم  سعودي محترف، مقرهُ مدينة الرس بمنطقة القصيم في السعودية. تأسس عام 1935 بإسم نادي الشعب وساهم أعضاءه في إعتماد أول حصة رياضة بدنية رسمية في المدارس السعودية عام 1943 ورسميا عام 1970 بإسم نادي الخلود، ويلعب في الدوري السعودي للمحترفين.

## كرة القدم
الفريق الأول يلعب في دوري اندية الدرجة الأولى للمحترفين (دوري يلو) بعد ان صعد عام 2020-2021 المدير الفني الكابتن خالد القروني مساعده نهاري آل سالم وكابتن الفريق مؤيد الطليحي واداري الفريق عادل الخليفة

#### نادي الخلود يتعاقد مع نور الدين زكري خلفاً لباولو دوراتي[3]
أعلن نادي الخلود السعودي تعاقده مع المدرب الجزائري نور الدين زكري ليخلف المدرب البرتغالي باولو دوراتي. ويأتي التعاقد بعد إنهاء الاتفاق مع دوراتي وجهازه المساعد بالتراضي. زكري سيخوض تجربته الخامسة مع الأندية السعودية.

## تشكيلة الفريق الحالية
ملاحظة: تشير الأعلام إلى المنتخب بحسب قواعد الأهلية المعتمدة من قبل الفيفا؛ تنطبق بعض الاستثناءات المحدودة. وقد يحمل اللاعبون أكثر من جنسية لا تعترف بها الفيفا.
| الرقم | البلد                       | المركز | اللاعب                              |
| ----- | --------------------------- | ------ | ----------------------------------- |
| 4     | السعودية                    | مدافع  | جمعان الدوسري                       |
| 5     | نيجيريا                     | مدافع  | ويليام تروست-إيكونغ                 |
| 7     | السعودية                    | مدافع  | سلطان الشهري                        |
| 8     | السعودية                    | وسط    | عبد الرحمن السفري                   |
| 9     | جزر القمر                   | مهاجم  | ميزياني ماوليدا                     |
| 10    | إسبانيا                     | وسط    | أليكس كويادو (معار من ريال بيتيس)   |
| 11    | السعودية                    | وسط    | محمد صوعان                          |
| 12    | السعودية                    | مدافع  | حسن الأسمري                         |
| 15    | إسبانيا                     | وسط    | أليو ديانغ (معار من الأهلي المصري)  |
| 18    | جمهورية الكونغو الديمقراطية | مهاجم  | جاكسون موليكا (معار من نادي بشكتاش) |
| 19    | السعودية                    | مدافع  | عبد الله الرشيدي                    |
| 20    | السعودية                    | وسط    | باسم العريني (معار من نادي التعاون) |
| 22    | السعودية                    | وسط    | همام الهمامي (معار من نادي الاتحاد) |
| 23    | سلوفاكيا                    | مدافع  | نوربير غيومبر                       |

| الرقم | البلد    | المركز | اللاعب                                   |
| ----- | -------- | ------ | ---------------------------------------- |
| 24    | السعودية | مدافع  | عبد الله هوساوي                          |
| 26    | السعودية | مهاجم  | مازن الحربي                              |
| 27    | السعودية | مدافع  | حمدان الشمراني (معار من نادي الاتفاق)    |
| 29    | السعودية | وسط    | فرحة الشمراني U19 (معار من نادي الاتحاد) |
| 30    | السعودية | حارس   | محمد مزيد                                |
| 33    | السعودية | حارس   | جاسم العشبان                             |
| 34    | البرازيل | حارس   | مارسيلو غروهي                            |
| 39    | السعودية | وسط    | نواف الشويعر                             |
| 45    | السعودية | وسط    | عبد الفتاح عسيري                         |
| 47    | السعودية | مهاجم  | عبد الملك الحربي U19                     |
| 70    | السعودية | مدافع  | محمد جحفلي                               |
| 90    | السعودية | وسط    | أنس العتيبي U19                          |
| 96    | فرنسا    | وسط    | كيفن ندورام                              |
| 99    | السعودية | وسط    | ماجد خليفة                               |

### لاعبين غير مسجلين
ملاحظة: تشير الأعلام إلى المنتخب بحسب قواعد الأهلية المعتمدة من قبل الفيفا؛ تنطبق بعض الاستثناءات المحدودة. وقد يحمل اللاعبون أكثر من جنسية لا تعترف بها الفيفا.
| الرقم | البلد | المركز | اللاعب              |
| ----- | ----- | ------ | ------------------- |
| 25    | صربيا | مهاجم  | نيكولا ستويليكوفيتش |

| الرقم | البلد    | المركز | اللاعب      |
| ----- | -------- | ------ | ----------- |
| 36    | السعودية | مدافع  | أحمد الحافظ |

### المعارون
ملاحظة: تشير الأعلام إلى المنتخب بحسب قواعد الأهلية المعتمدة من قبل الفيفا؛ تنطبق بعض الاستثناءات المحدودة. وقد يحمل اللاعبون أكثر من جنسية لا تعترف بها الفيفا.
| الرقم | البلد    | المركز | اللاعب                                 |
| ----- | -------- | ------ | -------------------------------------- |
| 3     | السعودية | مدافع  | عبد الله مسعود (معار إلى نادي الحوراء) |

## الطاقم الإداري

### رؤساء النادي
أول رئيس لمجلس إدارته هو (عبد الله العواجي) وهو المؤسس وقد تعاقب على رئاسته عددٌ من الأسماء منهم :
- عبد الله العواجي
- فهد محمد الشلاح
- عبد الرحمن خالد الباهلي
- صالح عبد الله العايد
- سليمان محمد الرميح
- صالح السرباتي
- سليمان علي المزروع
- محمد النيف المحمد
- صالح عساف العواجي
- خالد غانم المزروع
- ناصر حسين العساف
- عبد العزيز عبد الرحمن البطي
- ضيف الله الصالحي
- سليمان إبراهيم المسيطير
- صالح محمد الفوزان
- خالد غانم المزروع
- صالح عبد الله الخليفة

## الأنشطة الرياضية الأخرى

### تنس الطاولة
أبرز لعبة في نادي الخلود هي لعبة تنس الطاولة حيث حصل الفريق على بطولة التنس على مستوى المملكة العربية السعودية لأكثر من مرة